# 三熊野神社 (花巻市)
三熊野神社（みくまのじんじゃ）は、岩手県花巻市に鎮座する神社である。正式名称は熊野神社（くまのじんじゃ）。

## 祭神
紀伊国の熊野三山から勧請されたと伝える伊弉冉命、事解男命、速玉男命の3柱を祀る。

## 歴史
社伝によれば坂上田村麻呂が対蝦夷戦争（蝦夷征討）に際して、征矢立（せいやたて）の森に登って紀伊の熊野三山に戦勝を祈願し、戦勝後の延暦21年（802年）にこの地に三山の神を勧請して創祀したという。また、康平5年（1062年）に源義家が前九年の役で安倍貞任を追撃した際には鏑矢を奉納して戦勝を祈願し、奥羽平定を叶えたともいう。
中世には和賀氏から社領70石を寄進され、江戸時代になると元和4年（1618年）に南部藩藩主南部利直より社領23石が安堵された。
近世には「熊野権現宮」と呼ばれ、境内に隣接する毘沙門堂（成島毘沙門堂）の鎮守とされ、古くからともに熊野山成島寺（じょうとうじ）を別当としていたが、明治初年（19世紀後葉）の神仏分離で成島寺を廃寺とした際に独立し、毘沙門堂とも分離した。旧社格は村社。

## 祭祀

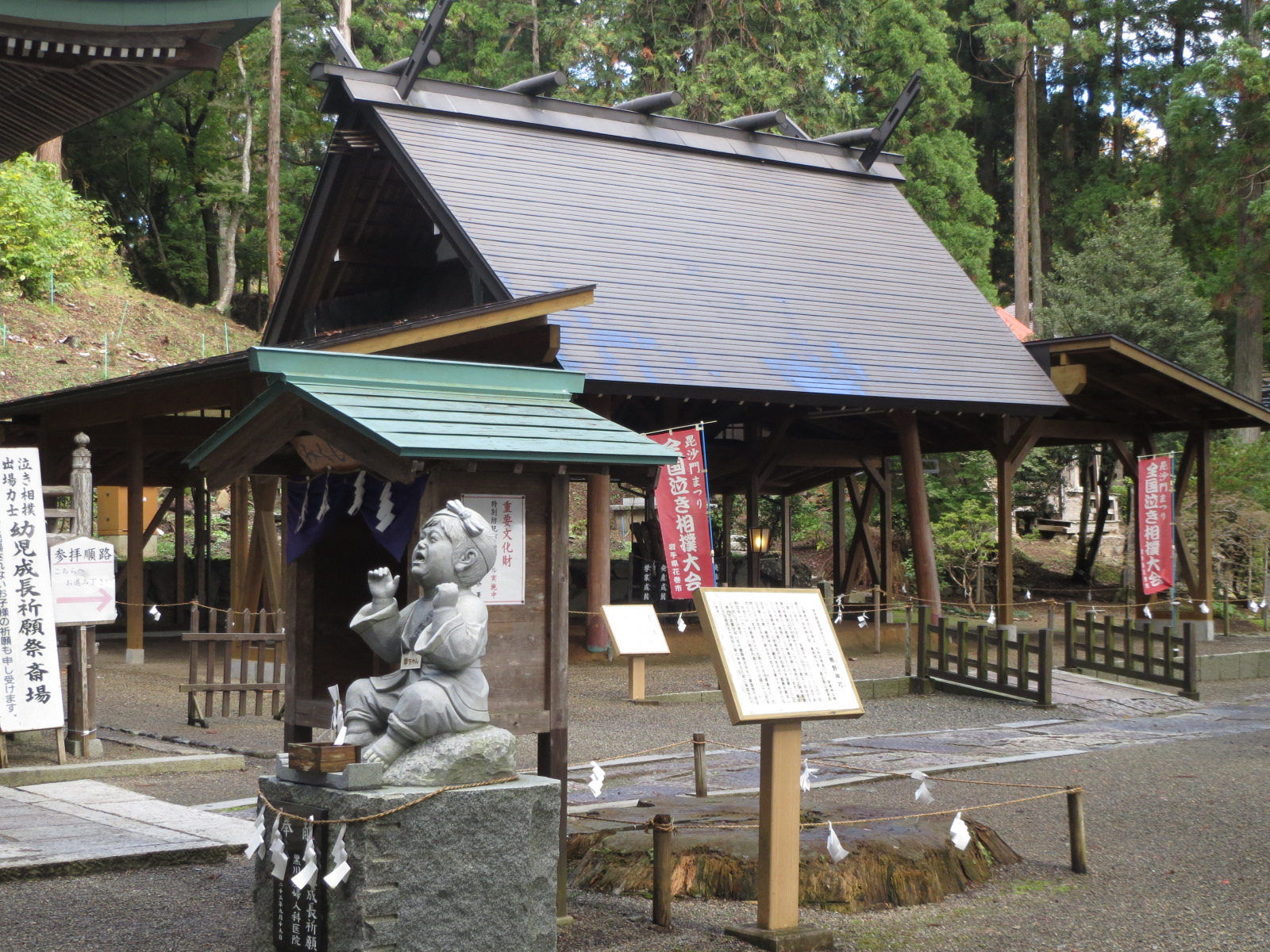
泣き相撲土俵 (2018年10月)

9月19日の例祭に奉納される十二番角力式（じゅうにばんすもうしき）は幼児による泣き相撲として知られる角力（相撲）神事で、鎮座地の南を西流する猿ヶ石川を境に南北に分かれる北南両成島集落のそれぞれから長男で数え年2歳の幼児6名宛を力士として選び、本殿脇の土俵上で対面させる。
本殿における例祭の後に土俵へ移り、正面に張った幕の前に宮司や検査役が着座し、南北両成島集落の力士が両親に抱かれて北方、南方それぞれの位置に着座してから開始となる。所役は両集落から「相撲親方」各1名、「酒番」各1名、「酌立」各2名の計8名と力士12名。親方役は世襲で紋付、袴に裃を着し、酒番は紋付、袴姿、酌立は過去に角力式を経験した12歳の男子が選ばれる（裃に袴姿）。親方と酒番は襟に扇子を挿す。
初めに酌立による杯事が7度、5度、3度と3回繰り返される間に親方が「扇取組行事」「手取行事」を行い、それが終わると十二番角力の取組となる。酒番が親から幼児を抱き取って親方へ渡すと、親方は幼児を抱いて土俵中央に進んで向かい合い、「ヨォヨォ」の掛け声で3度双方の抱く幼児の顔を合わせ、先に泣き出した側を負けとする。6番の取組が終わると相手を替えて再度6番の取組を行い、都合12番の取組を終えると土俵から四方に餅が撒かれる。両集落の勝敗は12番を総合して判じ、勝った側の集落には豊作が齎されるという。
本来は作占（豊凶占い）の神事であるが、現在は幼児の成長を祈る意も込められる。
伝えによると、坂上田村麻呂が戦勝の祝宴をこの地で開いた際に両集落の若者に相撲を取らせ、田村麻呂が勝った側の集落に豊作を約束した事に由来する神事であるといい、その後も両集落の青年によって行われて来たが、勝利した集落の豊作が約束されているために流血を見る場合もあり、宝永3年（1706年）から幼児による泣き相撲に変えられたという。平成5年（1993年）に花巻市の無形民俗文化財に指定された。
現代になって5月上旬の3日間に毘沙門堂で行われる「毘沙門まつり」においても「全国泣き相撲大会」と称して催されるようになったが、そちらは参加資格を2歳以下の男女とし、全国からの参加者を募るものである。

## 社殿
本殿は桁行3間梁間2間の切妻造平入の身舎前面に桁行3間の吹放ちの庇が接続し、さらに庇中央に1間幅の向拝を設ける。以上、屋根は鉄板葺で庇の屋根は身舎屋根から一続きに葺き下ろす流造の形式は採らずに折れながら接続する形態を採る。なお、身舎の棟には千木・鰹木を備える。建築年代は不詳ながら、庇や向拝の虹梁の木鼻に見られる絵様彫刻に室町時代の地方的作風が窺える事からその時代に遡るものと推定され、当時成立したと見られる特異な社殿形態を留めている。庇と向拝柱との繋ぎとして下端に3箇所の茨（いばら）のあるアーチ状の変形海老虹梁を用いている点も珍しく、意匠的に見ても優れたものがあり、昭和54年（1979年）に岩手県の有形文化財に指定された。ただしその際の修復で屋根形状の原形を失っている点は惜しまれる。
拝殿は桁行梁間とも3間の入母屋造平入。

## 文化財
（件名後の括弧内は指定の種別と年月日）
岩手県指定有形文化財
- 本殿 - 昭和54年2月27日指定

花巻市指定無形民俗文化財
- 十二番角力式 - 平成5年4月15日指定

## 成島毘沙門堂

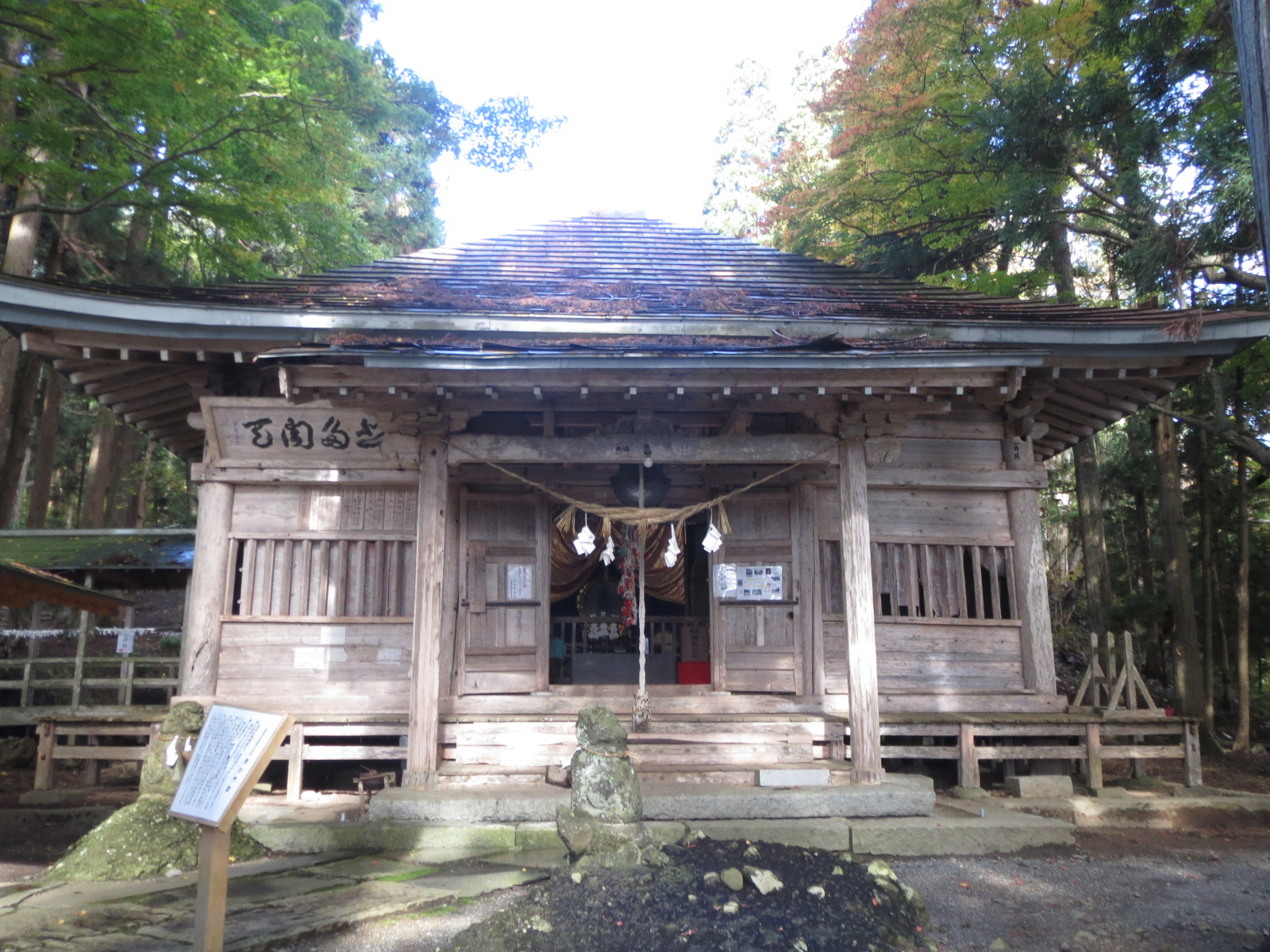
成島毘沙門堂（2018年10月）

法人名は毘沙門堂（びしゃもんどう）。坂上田村麻呂または円仁の開基と伝えるが、創建の経緯は定かでない。
5月上旬の3日間に「毘沙門まつり」が開催され、全国から2歳以下の幼児（性別不問）の参加を募って土俵上で対面させ、先に泣いた方を負けとする「全国泣き相撲大会」が行われる。

### 成島毘沙門堂の文化財
重要文化財（国指定）
- 毘沙門堂 - 様式上、室町時代後期の建立と推定される。方三間、寄棟造、鉄板葺（もと茅葺）の仏堂。内部に安置されていた兜跋毘沙門天像は、収蔵庫に移されている。
- 木造兜跋毘沙門天立像（附:二鬼坐像 2躯） - 平安時代中期の作。本像のように、地天の両掌の上に立つ形式の毘沙門天像を「兜跋（とばつ）毘沙門天」と称する。像高3.59メートル、足下の地天像を含む総高4.73メートルで、欅の一木造。仏像の中では県下最大とされている。近年、11世紀前半に鎮守府の主導で造立されたとする説が示されている[5]。二鬼坐像は一木造。
- 木造伝吉祥天立像 - 平安時代前期の作。吉祥天像とされているが、服装は通常の吉祥天とは異なり菩薩形であり、両手を胸の辺まで上げ、頭上に2つの象頭を乗せる特異な像容をもつ。